# 河合鈰太郎
河合鈰太郎（日语：／ Kawai Shitarō，1865年6月15日—1931年3月14日），號琴山，因此有「琴山河合」的稱謂。日本森林學家，愛知縣名古屋市人。曾擔任東京帝國大學教授，在台灣日治時期主導阿里山森林資源，臺灣阿里山森林鐵路的倡建者。

## 生平
1865年，河合鈰太郎於日本尾張國名古屋（現屬愛知縣）出生，1890年於日本帝國大學農科大學林學科畢業。1897年開始在東京帝國大學擔任助教授，同年至德國與奧地利留學，研究西方國家的森林發展與森林管理系統，並遇見了後藤新平。
1899年取得博士學位，1903年返回東京帝國大學擔任教授。在那之前，擔任台灣民政長官的後藤新平邀請作為林學博士的河合鈰太郎進行阿里山的調查，並於1902年5月展開。
1926年，河合鈰太郎從教職退休，退休生活致力於哲學研究。1931年於東京自宅病逝，享年65歳。

## 阿里山

### 阿里山森林資源
在接受後藤新平的邀請後，河合鈰太郎在1902年經由台灣嘉義公田（現番路鄉）、十字峠（現十字路）、達邦到達阿里山，並開始進行阿里山的調查，發現此地帶的森林資源豐富且木材品質優良，具有供日本發展林業的潛力。

### 阿里山鐵路
一些文獻指出，河合鈰太郎提倡興建阿里山鐵路主要的目的，是興建世界級的登山鐵路，而臺灣總督府在1910年接手興建阿里山鐵路時則將目標設為取得阿里山的林業資源，並基於速成與經濟開發因素，而變更了他登山鐵路的原始設計。

## 其他

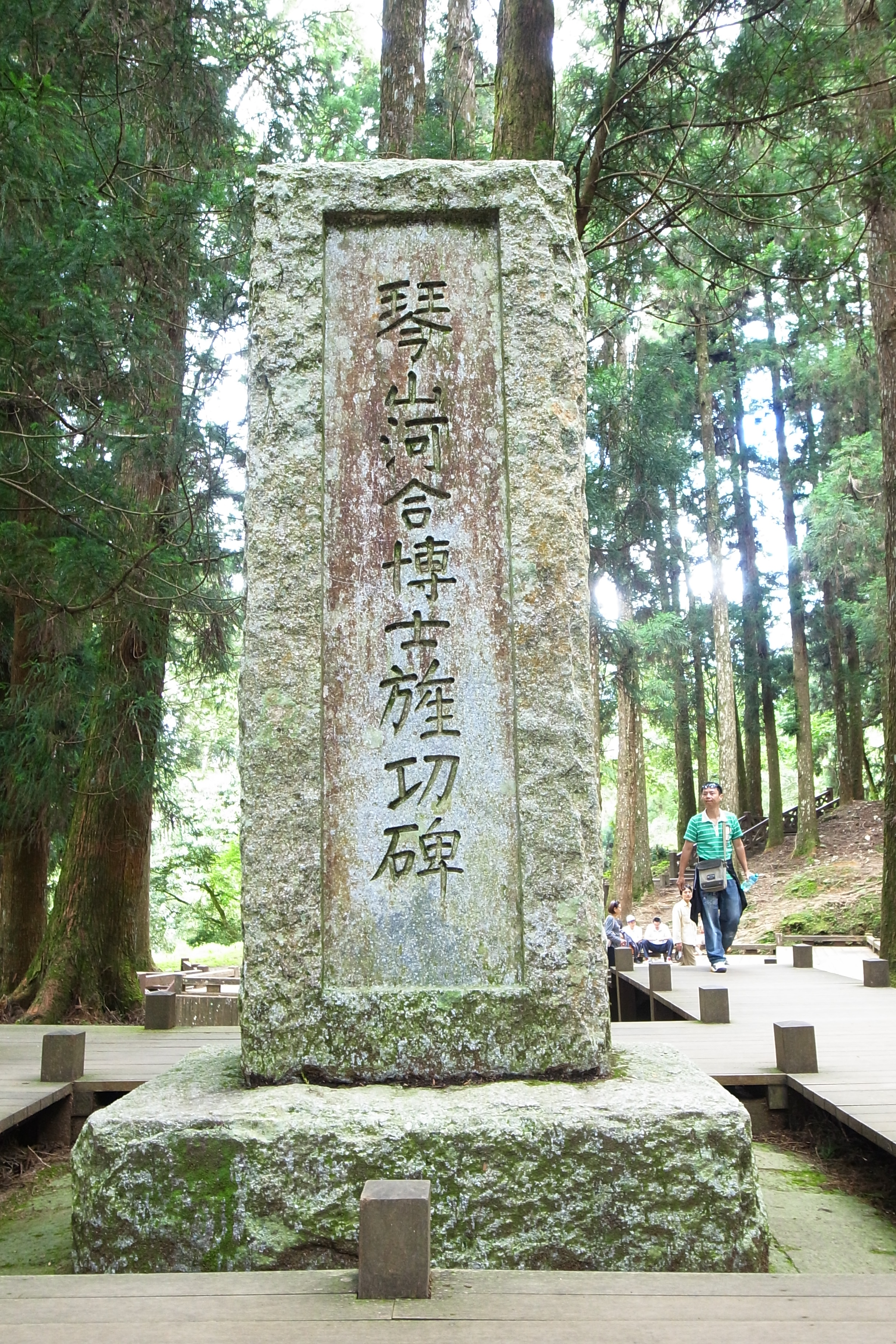
現今為於阿里山森林遊樂區內的琴山河合博士旌功碑

1904年與1906年總督府派遣的森林調查團隊成功探勘阿里山地區，以其姓命名「河合溪」（今阿里山溪），以玆紀念。
1919年他在返回他當初與藤田組人員，昔日在阿里山上夜宿的地點時，對於昔日的參天古木皆已被砍伐的情景感到十分感傷，因而寫下「斧斤走入翠微岑，伐盡千年古木林，枕石席苔散無蹤，鳴泉當作舊時音。」這首詩。阿里山森林鐵路的眠月線由來，也因該首詩而來。
1933年河合鈰太郎去世之後，其門生、友人在同年2月3日於阿里山為他立了「琴山河合博士旌功碑」。記念碑的正面之文字是河合鈰太郎的友人、京都帝國大學教授、哲学家西田幾多郎所題。一些說法並指該碑上之文字中，「博」字右上少一點，而「功」右邊之「力」字被改為「刀」是因為河合鈰太郎謙沖不敢居功之故，不過也有說法認為可能僅是異體字或書法的呈現方式，並無他意。而旌功碑背面之碑文則為京都帝國大學藝術與科學大學教授鈴木虎雄撰寫的。